# ۱۸۸ (میلادی)
۱۸۸ (میلادی) صد و هشتاد و هشتمین سال تقویم میلادی است.

## درگذشتگان
‎